# Wella
Wella es una empresa alemana con una importante presencia mundial, en el sector de los cosméticos. Fue fundada en 1880 por Franz Stroher, con sede en la ciudad alemana de Darmstadt. La compañía está presente en más de 150 países.
Cuenta con tres unidades de negocio: profesional, consumidor y cosméticos y fragancias. Todas ellas dedicadas exclusivamente al negocio de los cosméticos.
Procter & Gamble adquirió una participación dominante en la empresa lo que le permitió introducirse en el creciente mercado del productos profesionales para el cabello.

## Reclamos publicitarios
- Farrah Fawcett
- Cheryl Ladd
- Priscilla Presley
- Brooke Shields
- Jaclyn Smith
- Jarno Trulli
- Marjorie Wallace